# Люкс, Фридрих
Фридрих Люкс (нем. Friedrich Lux; 24 ноября 1820, Рула — 9 июля 1895, Майнц) — немецкий органист, композитор и дирижёр.
Сын и ученик композитора и органиста Георга Генриха Люкса (1779—1861), в дальнейшем учился в Дессау у Фридриха Шнайдера. В 1841 г. занял пост капельмейстера в придворном театре Дессау, в 1851 г. перешёл в Майнцкую оперу, с 1864 г. возглавлял Майнцкий лидертафель. Одновременно много работал как органист.
Из произведений Люкса пользовались успехом оперы «Кузнец из Рулы» (нем. Der Schmied von Ruhla; 1882) и «Царица афинская» (нем. Die Fürstin von Athen), поставленная в Майнце уже после его смерти, в 1896 г., а также духовная симфония «Сквозь ночь к свету» (нем. Durch Nacht zum Licht) на основе протестантских хоралов. Люксу принадлежит также другая церковная музыка, включая органную, три струнных квартета, фортепианное трио. К столетию композитора книгу «Камерные сочинения Фридриха Люкса» (нем. Die Kammermusikwerke von Friedrich Lux) выпустил известный музыковед Вильгельм Альтман.
Среди учеников Люкса — пианист и педагог Фриц Масбах.
Улицы, названные в честь Люкса, есть в Майнце (нем. Luxstraße, с 1901 г.) и Руле (нем. Friedrich-Lux-Straße, с 1991 г.).